# Elecciones generales de Botsuana de 1994
Las elecciones generales de Botsuana de 1994 tuvieron lugar el 15 de octubre del mencionado año con el objetivo de renovar 40 de los 44 escaños de la Asamblea Nacional, ejerciendo estos funciones por el período 1994-1999. Se trató de los sextos comicios que tenían lugar en Botsuana tras su independencia del Reino Unido en 1966, y los séptimos bajo sufragio universal en la historia del país. Tuvieron lugar al mismo tiempo que las elecciones de gobierno local. Fueron las segundas y últimas elecciones administradas por el «Supervisor de Elecciones», antes de que se instituyera a la Comisión Electoral Independiente, separada del gobierno, como autoridad electoral suprema del país.
El oficialista Partido Democrático de Botsuana (BDP), del presidente Quett Masire y fuerza gobernante desde la independencia, llegó a los comicios debilitado por una abrupta desaceleración económica que caracterizó a la década de 1990, así como una sucesión de escándalos de corrupción que salpicaron a figuras importantes del gabinete, lo que a su vez terminó provocando diferencias internas en el propio partido. El Frente Nacional de Botsuana (BNF), principal formación opositora liderada por Kenneth Koma, criticó esta situación (aprovechándose del fuerte impacto que este tuvo sobre la población de las grandes ciudades) a la par que continuó presionando por una mayor transparencia en el sistema electoral, así como una reforma que redujera la edad para votar de veintiuno a dieciocho años. Tras la negativa del gobierno a aceptar estas exigencias, el BNF consideró boicotear las elecciones, pero finalmente decidió participar debido a que Koma interpretó que el oficialismo se encontraba «vulnerable».
Estos comicios vieron la participación de un número récord de partidos, con hasta nueve formaciones distintas presentando candidatos, la mayor cantidad desde la independencia. No obstante, únicamente el BDP y el BNF disputaron suficientes circunscripciones para aspirar a una mayoría absoluta y varios partidos minoritarios (muchos de los cuales eran escisiones tardías de ambos partidos) solo disputaron un puñado de escaños. Fue la primera elección en la que un partido concurrió liderado por una mujer, correspondiendo esa distinción a la pequeña formación Lesedi la Botswana, encabezada por Eitlhopha Mosinyi. Dos semanas antes de las elecciones, el exvicepresidente Peter Mmusi, que buscaba la reelección como parlamentario en el distrito de Thamaga, falleció. Debido a esto, la votación se pospuso en dicho distrito hasta noviembre, cuando se realizó una elección parcial en la que Gladys Kokorwe retuvo el escaño para el BDP.
Las elecciones vieron al BDP sufrir su mayor debacle hasta el momento, aunque obtuvo su séptima victoria consecutiva con un 54,59% del voto popular y 27 de los 40 escaños en disputa (incluyendo Thamaga), esto representó una pérdida neta de 4 escaños y un 10,2% del voto obtenido en las anteriores elecciones. De todas formas conservó la mayoría absoluta y Masire pudo ser reelegido para el que sería su último mandato presidencial. Por su parte, el BNF logró el mejor resultado de su historia con un 37,09% de los votos y 13 escaños, arrasando en las circunscripciones urbanas (obtuvo la totalidad de los escaños que representaban a la capital, Gaborone, así como la representación de Lobatse, Francistown y Selebi-Phikwe) y sumando cinco circunscripciones del interior del país, erosionando por primera vez la fuerte base de apoyo rural al BDP. Observadores externos determinaron que el resultado se debió más a un castigo electoral contra el BDP que un respaldo directo al BNF. Otros partidos de oposición (como el Partido Popular de Botsuana o el Partido de la Libertad y la Independencia) obtuvieron una importante cantidad de votos en algunos distritos, pero ninguno consiguió escaños. La participación aumentó drásticamente, a un 76,55% del electorado, aunque el porcentaje de ciudadanos habilitados que se registró para votar fue bastante bajo (60%).

## Antecedentes
En las elecciones de 1989, el oficialista Partido Democrático de Botsuana (BDP) logró su sexta victoria aplastante consecutiva, obteniendo casi la totalidad de los escaños con la excepción de Okavango, en el extremo norte, y las dos circunscripciones de la capital, Gaborone, las tres bajo el control del opositor Frente Nacional de Botsuana (BNF). Dicha elección inauguró el primer Parlamento bipartidista en la historia del país y consolidó al BNF como el único partido opositor viable del país, así como la única formación alternativa al BDP que no estaba confinada a bastiones étnicos o tribales. A pesar de obtener más escaños que en 1984, el BDP continuó decayendo en cuanto a voto popular y, por primera vez, el voto al conjunto de los partidos opositores representó más de un tercio de los sufragios. Muchas circunscripciones que anteriormente se consideraban bastiones asegurados para el partido dominante se convirtieron en escaños competitivos.
El censo de 1991 determinó un cambio en la distribución de las circunscripciones electorales, creándose seis distritos nuevos para las elecciones de 1994. Cinco de estos nuevos distritos se encontraban en áreas urbanas, lo que determinó una representación más realista de este espacio del electorado (el cual tendía mayormente a votar a partidos opositores). Gaborone paso a tener tres escaños más, Francistown se dividió en dos circunscripciones y Lobatse pasó a tener una circunscripción propia. La creciente urbanización del país, en rápido crecimiento durante los años anteriores, jugaría un papel trascendental en el resultado de los comicios.
La década de 1990 fue testigo del final del auge económico que había caracterizado la década anterior. La tasa de crecimiento del PIB descendió del 13.2% al -0.7% entre 1989 y 1993. La inflación aumentó al 14.3%, mientras que las exportaciones disminuyeron un 20% y las importaciones aumentaron. Una disminución en la demanda de diamantes, cobre y níquel, relacionada con la recesión económica mundial, así como la reducción de los ingresos por ventas de carne de res, dieron como resultado un desempleo generalizado. Asentamientos informales de ocupantes ilegales proliferaron en las periferias de Gaborone y Francistown. Si bien Botsuana continuó considerándose por mucho el país menos corrupto del África subsahariana, el período previo a las elecciones de 1994 estuvo marcado por escándalos que pusieron en duda la integridad de la administración del BDP: el vicepresidente Peter Mmusi, y el ministro de Agricultura, Daniel Kwelagobe, tuvieron que renunciar a sus cargos en el gabinete como consecuencia de la venta ilícita de tierras tribales, y un viceministro fue encarcelado por soborno relacionado con la Comisión de Vivienda de Botsuana. Estos escándalos, en conjunto con la difícil situación económica y social del país, contribuyeron a mermar la popularidad del BDP antes de las elecciones de 1994.
Poco antes de los comicios, el Frente Nacional de Botsuana, el Partido Popular de Botsuana y la Unión Progresista de Botsuana anunciaron que estaban buscando conformar una coalición electoral para disputar unidos las elecciones, el «Frente Progresista Popular de Botsuana». Sin embargo, el intento no prosperó.

## Sistema electoral
Los comicios se realizaron bajo la constitución vigente aprobada en 1966, y siguiendo los lineamientos de la ley electoral aprobada el 17 de mayo de 1968 con las reformas sancionadas en referéndum en 1987. De acuerdo con la misma, todo ciudadano botsuano mayor de veintiún años puede registrarse para votar en las elecciones, siempre que estén inscritos en la lista electoral de su lugar de residencia y no tengan una condena de prisión que supere los seis meses. Las listas electorales se establecen en las oficinas de votación de los barrios una vez que los distritos electorales se hubiesen demarcado. Un elector solo puede votar en la circunscripción en la que está registrado. El sufragio es universal, optativo y secreto.
Todo ciudadano registrado como votante que fuere capaz demostrar un dominio oral y escrito suficiente del idioma inglés podría presentar su candidatura para diputado de la Asamblea Nacional. No podrían presentar su candidatura aquellos que incumplieran los requisitos, ni tampoco los miembros de la entidad tribal denominada Consejo de Jefes o los funcionarios públicos en ejercicio. 40 de los 44 escaños de la Asamblea Nacional son elegidos por medio de escrutinio mayoritario uninominal. Todo el territorio del país se encuentra dividido en cuarenta circunscripciones (un incremento de seis circunscripciones con respecto a la elección anterior), cada una de las cuales debe ser representada por un diputado, elegido por el electorado de dicha circunscripción a simple mayoría de votos. Cada candidatura a la Asamblea Nacional debe ser presentada por dos ciudadanos de la circunscripción que se disputará y respaldada por al menos otros siete. Un candidato no puede representar a más de una circunscripción.
El presidente de la República es elegido al mismo tiempo que la Asamblea Nacional bajo un sistema indirecto. Los candidatos a la Asamblea Nacional deben declarar su apoyo por un candidato presidencial, y el candidato que reciba los apoyos de la mayor cantidad de diputados electos será de este modo elegido presidente. Su mandato es renovado cuando se renueva la Asamblea Nacional. En caso de la vacancia de un cargo parlamentario durante el período legislativo, se realizarán elecciones parciales en dicha circunscripción bajo el mismo sistema electoral.
Después de las elecciones, otros cuatro miembros de la Asamblea Nacional son designados por los parlamentarios electos para representar intereses especiales. El presidente y el fiscal general de la República son miembros ex officio sin derecho a voto.

## Candidaturas

### Candidaturas presidenciales

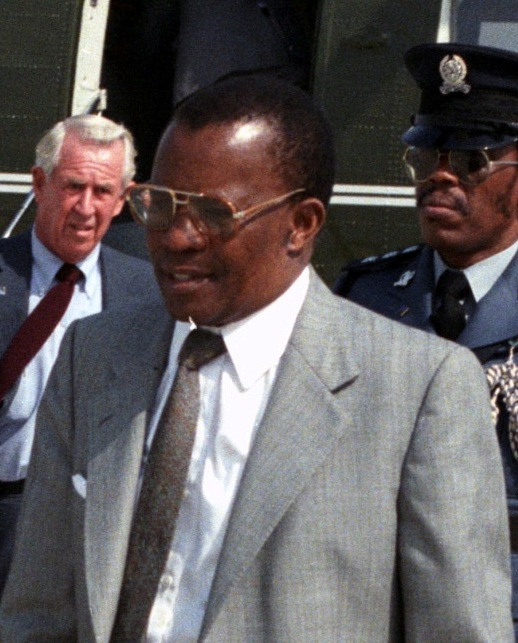
Fueron las últimas elecciones en las que Ketumile Quett Masire lideró al Partido Democrático de Botsuana.

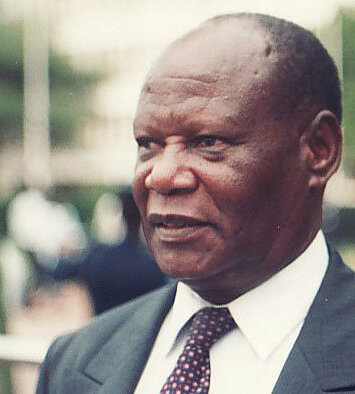
Kenneth Koma lideró por tercera vez al Frente Nacional de Botsuana.

Las nominaciones de candidaturas presidenciales fueron recogidas por el Jefe de Justicia, en calidad de Director de Escrutinio de Elecciones Presidenciales, el 17 de septiembre de 1994, en el edificio de la Corte Suprema. Tres líderes políticos presentaron sus documentos para postularse como candidatos presidenciales, recibiendo los tres la validación de la justicia.
| Candidato                      | Partido | Partido                               |
| ------------------------------ | ------- | ------------------------------------- |
| Quett Masire                   |         | Partido Democrático de Botsuana (BDP) |
| Kenneth Koma                   |         | Frente Nacional de Botsuana (BNF)     |
| Knight Maripe                  |         | Partido Popular de Botsuana (BPP)     |
| Fuente: Parlamento de Botsuana |         |                                       |

### Candidaturas parlamentarias
Como en todas las elecciones desde la instauración del sufragio universal, el Partido Democrático de Botsuana (BDP) fue la única formación que disputó las cuarenta circunscripciones. El opositor Frente Nacional de Botsuana (BNF), principal partido de la oposición y en ese momento única fuerza opositora representada en la Asamblea Nacional, disputó casi todas las circunscripciones, con la sola excepción de Ngami. Quett Masire fue candidato presidencial del BDP por última vez, mientras que Kenneth Koma se mantuvo como candidato presidencial del BNF. Los demás partidos evidenciaron continuar restringidos a bastiones de influencia étnica o regional. El Partido Popular de Botsuana (BPP), tercer partido más grande del país, postuló candidaturas mayormente en el noreste del país. El Partido de la Independencia de Botsuana (BIP), que había disputado todas las elecciones desde la independencia y era fuerte en el extremo norte del país, se disolvió tras concretar una fusión con el Partido de la Libertad de Botsuana (BFP), estableciendo el Partido de la Libertad y la Independencia (BFP), con Leach Tlhomelang y Motsamai Mpho como líderes. La Unión Progresista de Botsuana (BPU) volvió a disputar el escaño de Nkange, aunque esta vez no recibió el respaldo del BNF.
Algunos partidos minoritarios presentaron candidatos, pero con pocas expectativas. El Frente Democrático Unido (UDF), una coalición de partidos de extrema izquierda, presentó cuatro candidatos. La formación Lesedi la Botswana (literalmente «Luz de Botsuana») presentó tres candidaturas bajo el liderazgo de Eitlhopha Mosinyi, constituyendo la primera vez la que una mujer lideró un partido político en una elección botsuana. Nehemiah Modubule, miembro del BNF, se presentó por separado como único candidato del Partido Socialista Unido (USP) en Lobatse, mientras que Lenyeletse Koma fue el único candidato del Partido Liberal de Botsuana (BLP), disputando Mahalapye. Con nueve formaciones políticas presentando candidaturas, se trató de la elección con mayor cantidad de partidos en disputa en la historial electoral botsuana, récord que hasta la fecha no ha sido superado.
|  | 100.00 % |

|  | 97.50 % |

|  | 27.50 % |

|  | 25.00 % |

|  | 10.00 % |

|  | 7.50 % |

|  | 2.50 % |

|  | 2.50 % |

|  | 2.50 % |

## Campaña
El Partido Democrático de Botsuana basó su campaña en defender el historial económico de su gobierno y comprometerse a combatir los crecientes problemas, al tiempo que atacaba la supuesta incapacidad de los partidos opositores para representar adecuadamente a la población botsuana en su conjunto. El oficialismo gozó de las ventajas que lo habían beneficiado en las anteriores elecciones, manteniéndose el BDP como el partido con mayor acceso a recursos económicos. Su manifiesto comenzaba con el tradicional mensaje del presidente Quett Masire, en el que resaltaba los logros económicos de las casi tres décadas de gobierno del BDP y achacar su historial de victorias electorales a su unidad partidaria, cohesión y liderazgo visionario. Masire orientó el tono de su campaña hacia los sectores más desfavorecidos, admitiendo que «ciertos sectores de nuestra población no se han beneficiado de los esfuerzos para el desarrollo en la misma extensión que el resto». El tono del manifiesto del BDP fue criticado por la noción percibida de que consideraba a la población empobrecida como responsable de sus problemas por «vivir por encima de sus posibilidades» y por sugerir la creación de un comité u organismo gubernamental como única solución para las pocas problemáticas reales que reconoció. Grupos opositores acusaron al BDP de mantener una retórica «débil y vaga» y de pasar por alto el crecimiento considerable de los problemas sociales durante los cinco años anteriores, así como ignorar deliberadamente los escándalos de corrupción.
Por su parte, el Frente Nacional de Botsuana lanzó su campaña en Gaborone durante la primera semana de septiembre y anunció su manifiesto electoral con una inédita caravana que movilizó hasta seiscientos automóviles. El evento implicó el mayor despliegue de recursos jamás realizado por un partido opositor en Botsuana, y probablemente fuera una de las mayores concentraciones políticas en la historia del país. El secretario de publicidad del BNF, Paul Rantao, planificó esta masiva demostración de fuerza con el objetivo de reafirmar y afianzar la autoridad del partido ante los votantes de la capital (por entonces su principal bastión), y restar importancia a las recientes escisiones sufridas durante la anterior década. En el preámbulo del manifiesto, titulado «Vota por un Futuro Mejor», el BNF abandonó la histórica tesis de la oposición botsuana de que el BDP instauraría eventualmente un estado de partido único e incluso reconoció por primera vez varios logros de su largo gobierno, prefiriendo enfocarse en el mal estado de la economía en ese momento, al tiempo que buscó penetrar en la base de votos rural del BDP al hacer propuestas concretas para este sector. El BNF declaró que el BDP se había ocupado de construir la infraestructura básica, pero no de otros aspectos del desarrollo del país, y criticó la corrupción gubernamental, la fuerte desigualdad, la dependencia económica y la valoración «limitada» del oficialismo de la democracia, afirmando que Botsuana necesitaba un fortalecimiento de su sociedad civil por encima de realizar elecciones cada cinco años.
En un intento por atraer a los votantes descontentos del BDP, el BNF dejó de lado varias de sus antiguas posturas socialistas más radicales y adoptó el «Programa Socialdemócrata» (SDP) que fue la base de las propuestas de su manifiesto, promoviendo la conversión de Botsuana en un estado del bienestar que abogara por la eliminación de la pobreza y la discriminación y la promoción de una sociedad equitativa. Prometió la educación gratuita y obligatoria hasta el nivel superior, con énfasis en valores comunitarios y habilidades técnicas. En materia sanitaria, prometió la construcción de nuevos hospitales y centros de salud en áreas urbanas y rurales, así como mejorar las condiciones laborales de los profesionales de la salud y fomentar la educación sanitaria en las escuelas como parte integral del currículo. En cuestiones sociales, el manifiesto contenía propuestas progresistas bastante audaces para la época en Botsuana, discutiendo cuestiones hasta entonces poco tratadas en el ambiente político de Botsuana como el cuidado del medio ambiente y la igualdad de género, e incluso se comprometió a instaurar una cuota de representación femenina de un 30% en todos los puestos de poder que ocupara el partido. El BNF propuso reducir el gasto en defensa militar y buscar una mayor cooperación con las fuerzas progresistas a nivel global. El BDP respondió a las críticas del BNF acusando a la oposición de hacer promesas imposibles de cumplir. No obstante, muchas de las propuestas del BNF se vieron, aparentemente, más atractivas para los votantes urbanos.
Los comicios de 1994 fueron los primeros en los que se publicaron sondeos de opinión con el objetivo de predecir algunos resultados específicos, todos los cuales predijeron que la oposición crecería en las elecciones. El Democratic Research Project realizó encuestas en Gaborone Central, Francistown East, Lobatse, Mogoditshane, Kanye, South East y Palapye. Estos sondeos predijeron la victoria del BNF en cuatro de siete circunscripciones, con particular contundencia en Gaborone, Lobatse y Mogoditshane. Masire cerró la campaña del BDP con una concentración en Gaborone West el 9 de octubre. Allí acusó a los políticos del BNF de ser intolerantes y poco confiables, y atacó personalmente a Kenneth Koma, su líder, por haber dado «carta blanca» al partido para agredir e insultar al BDP. El evento fue considerado en gran medida un fracaso, con una asistencia de «no más de 200 personas».

## Resultados

### Resultado general

Resultados por circunscripción.

La elección resultó en la sexta victoria consecutiva del Partido Democrático de Botsuana (BDP), gobernante desde la instauración del sufragio universal. El BDP triunfó en 27 de las 40 circunscripciones, conservando su control de más de dos tercios del legislativo, y se impuso a nivel nacional con un 54,59% del voto popular, garantizando la reelección de Quett Masire como presidente de la República. Sin embargo, se trató del peor resultado histórico para el partido gobernante, que por primera vez desde su fundación resultaba derrotado en más de siete circunscripciones y no lograba superar el 60% de los votos a nivel nacional. La hegemonía inamovible del BDP se limitó en gran medida al Distrito Central, su más férreo bastión, obteniendo más del 70% de los votos en las circunscripciones de Tswapong North, Tswapong South, Mmadinare, Serowe North, Serowe South, Bobirwa y Shoshong. El BDP, que hasta entonces se había mostrado capaz de resistir como una fuerza de alcance nacional por encima de las divisiones étnicas, demostró estar cada vez más restringido a los votantes de la región BaNgwato. Los únicos distritos electorales con mayorías no BaNgwato que dieron más de la mitad de sus votos al BDP fueron Ngami (la única circunscripción donde el BNF no presentó candidato), Ghanzi y Kgalagadi. Las tres circunscripciones estaban ubicadas en el occidente escasamente poblado del país. Se consideró que una de las principales razones para el dominio continuo del BDP sobre el electorado BaNgwato fue el respeto que el partido daba a los jefes tribales tradicionales del país, con la representación de estos en la Cámara de los Jefes siendo mayoritariamente de figuras de habla setsuana (ocho de doce).
Por su parte el socialdemócrata Frente Nacional de Botsuana (BNF), bajo el liderazgo de Kenneth Koma, experimentó un enorme crecimiento electoral y obtuvo el mejor resultado de su historia con un 37,09% de los votos válidos y 13 de los 40 escaños, triplicando su representación parlamentaria, aumentando más de 10% su porcentaje de votos y manteniéndose como el único partido opositor representado en la Asamblea Nacional. Las señales del ascenso del BNF ya se habían hecho notar en las elecciones de 1989. Aparte de sus victorias en Gaborone North, Gaborone South y Okavango, el BNF estuvo a punto de ganar otros cuatro escaños: Mochudi por sólo 29 votos; Selebi-Phikwe por 87 votos; Mgwaketse South por 164 votos y Kanye por 481 votos. En esta ocasión el BNF ganó todos estos escaños (Mochudi, ahora Kgatleng West), así como Francistown West, Kgatleng East, Gaborone West, Gaborone Central, Mogoditshane, Lobatse y Selebi-Phikwe. Cinco de los seis centros urbanos más poblados, así como los distritos electorales rurales de Ngwaketse South, Kgatleng East y Okavango, fueron los distritos que más votos dieron al BNF. El mayor apoyo de base étnica para el BNF provino del grupo setsuana Bangwaketse, cuyo difunto jefe Bathoen Gaseitsiwe había sido el primer líder del partido. El apoyo de dicho grupo al BNF prevaleció tras el retiro de Bathoen, recuperó con éxito los escaños de Ngwaketse South y Kanye (anteriormente perdidos ante el BDP) y obtuvo un apoyo significativo en las circunscripciones adyacentes de Moshupa y Ngwaketse West. Sin embargo, la principal base de votos para el BNF provino de su fuerte respaldo en el voto urbano, menos inclinado a responder a lealtades tribales que el voto rural. Fue tal el caso de las cinco circunscripciones de Gaborone, así como los distritos de Francistown, Lobatse y Selebi-Phikwe. Los márgenes abrumadores por los cuales se impuso el BNF también marcaron una tendencia en estas regiones, consolidando su papel como bastiones opositores al BDP.
En general, el gran ganador de la jornada fue el BNF y los demás partidos opositores no se beneficiaron de la debacle del BDP. Los otros partidos importantes (el Partido Popular de Botsuana, el Partido de la Libertad y la Independencia y la Unión Progresista de Botsuana) dependían en gran medida de respaldos étnicos y regionales, y gran parte de sus votos se basaban en el rechazo de estos grupos étnicos a lo que consideraban una postergación de sus intereses por parte de los grupos setsuana y el gobierno del BDP. Muchos de sus votos migraron tácticamente hacia el BNF en esta elección y no se recuperaron. El BPP, partido político más antiguo de Botsuana que había perdido su representación parlamentaria en 1989, cayó a un 4,09% de los votos, si bien se mantuvo como tercera fuerza nacional. Su líder, Knight Maripe, perdió en la circunscripción de North East por 264 votos y el partido obtuvo solo una cuarta parte de los votos emitidos en las dos circunscripciones de Francistown. Surgido de la unificación de los partidos BFP y BIP, el IFP logró solo el 2,7% de los votos, menos de lo obtenido por ambos partidos por separado en las anteriores elecciones. La BPU, que había sufrido un duro revés con el fallecimiento de su líder David Kwele, logró el segundo puesto en la circunscripción de Nkange (la única que disputó) con la candidatura de Oteng S. Balisi reteniendo el apoyo de los votos de habla Kalanga a pesar de no haber recibido el respaldo del BNF (que obtuvo un magro tercer puesto en dicho distrito). No obstante, no registró avances importantes.
El sistema electoral uninominal y la división de la oposición favoreció al BDP y perjudicó a la oposición, sobre todo en algunas circunscripciones de población media. Aunque hubiera ganado las elecciones de todas formas si los partidos opositores hubieran concurrido unidos, una oposición unificada hubiera triunfado en cuatro circunscripciones más (Maun/Chobe, North East, Ngwaketse West y Francistown East, donde el BDP se impuso ante más de un candidato opositor sin obtener más de la mitad de los votos válidos), arrebatando al BDP su mayoría de dos tercios e impidiéndole emprender reformas a la constitución por sí solo. El BNF explotó exitosamente durante la campaña la negativa del BDP a reducir la edad requerida para votar de 21 a 18 años, así como autorizar un mayor escrutinio por parte de los opositores en la organización del proceso electoral. Muchas de sus demandas se terminarían cumpliendo después de los comicios, como parte del análisis realizado por el oficialismo tras conocerse los resultados.
Las elecciones de 1994 implicaron un profundo realineamiento de la política electoral de Botsuana, lo que ha conducido a numerosos estudios históricos en torno al resultado. Aunque el BDP se recuperaría de la caída en las elecciones de 1999 y continúa gobernando el país, nunca ha vuelto a ganar con la contundencia previa a esta debacle ni ha vuelto a ejercer el mismo grado de hegemonía sobre la política botsuana. Observadores del proceso y analistas electorales han buscado explicar el fenómeno, pero en general lo atribuyen a la consolidación de la pérdida de apoyo popular por parte de los votantes urbanos (que ya se veía vislumbrando en las elecciones de 1984 y 1989), así como un deterioro de su apoyo rural en las circunscripciones que no eran mayoritariamente de la tribu BaNgwato. El fuerte desempeño electoral del BNF (hasta la fecha nunca superado por un partido opositor en solitario) se atribuyó principalmente al hecho de que se trataba del único partido fuera del BDP con proyección nacional, y la mayoría de los analistas coinciden en que sus victorias se debieron más a un castigo electoral contra el BDP que a un apoyo real a las posiciones políticas del BNF. Durante el resto de la década de 1990, algunos observadores predijeron una eventual evolución hacia un sistema bipartidista entre el BDP y el BNF. Sin embargo, las disputas internas en el BNF (que resultaron en la fundación del Partido del Congreso de Botsuana), así como el recambio generacional del BDP con la llegada a la presidencia de Festus Mogae, frustraron estas expectativas.
|  | 54.59 % |

|  | 37.09 % |

|  | 4.09 % |

|  | 2.70 % |

|  | 1.06 % |

|  | 0.28 % |

|  | 0.09 % |

|  | 0.08 % |

|  | 0.01 % |

|  | 100.00 % |

|  | 0.00 % |

|  | 100.00 % |

|  | 76.55 % |

### Partido más votado por distrito y ciudad
| Distrito      | BDP     | BDP    | BDP  | BNF     | BNF    | BNF  | BPP    | BPP    | BPP  | IFP   | IFP    | IFP  | BPU   | BPU   | BPU  | Otros | Otros | Otros |
| Distrito      | Votos   | %      | Esc. | Votos   | %      | Esc. | Votos  | %      | Esc. | Votos | %      | Esc. | Votos | %     | Esc. | Votos | %     | Esc.  |
| ------------- | ------- | ------ | ---- | ------- | ------ | ---- | ------ | ------ | ---- | ----- | ------ | ---- | ----- | ----- | ---- | ----- | ----- | ----- |
| Central       | 61.041  | 71,94% | 13   | 17.876  | 21,07% | —    | 2.367  | 2,79%  | —    | 101   | 0,12%  | —    | 3.016 | 3,55% | —    | 446   | 0,53% | —     |
| Francistown   | 5.229   | 36,13% | 1    | 5.344   | 36,92% | 1    | 3.900  | 26,95% | —    | —     | —      | —    | —     | —     | —    | —     | —     | —     |
| Noroeste      | 9.955   | 44,45% | 2    | 6.093   | 27,20% | 1    | 175    | 0,78%  | —    | 6.174 | 27,57% | —    | —     | —     | —    | —     | —     | —     |
| Noreste       | 4.901   | 49,83% | 1    | 296     | 3,01%  | —    | 4.638  | 47,16% | —    | —     | —      | —    | —     | —     | —    | —     | —     | —     |
| Gaborone      | 7.801   | 31,22% | —    | 16.997  | 68,03% | 4    | 91     | 0,36%  | —    | —     | —      | —    | —     | —     | —    | 95    | 0,38% | —     |
| Ghanzi        | 3.097   | 53,69% | 1    | 2.671   | 46,31% | —    | —      | —      | —    | —     | —      | —    | —     | —     | —    | —     | —     | —     |
| Kgalagadi     | 4.907   | 59,44% | 1    | 3.349   | 40,56% | —    | —      | —      | —    | —     | —      | —    | —     | —     | —    | —     | —     | —     |
| Kgatleng      | 6.072   | 40,00% | —    | 9.109   | 60,00% | 2    | —      | —      | —    | —     | —      | —    | —     | —     | —    | —     | —     | —     |
| Kweneng       | 19.752  | 61,05% | 4    | 12.530  | 38,73% | 1    | —      | —      | —    | —     | —      | —    | —     | —     | —    | 73    | 0,23% | —     |
| Lobatse       | 2.615   | 38,57% | —    | 3.813   | 56,24% | 1    | 38     | 0,56%  | —    | 49    | 0,72%  | —    | —     | —     | —    | 265   | 3,91% | —     |
| Selebi-Phikwe | 4.336   | 39,99% | —    | 6.335   | 58,42% | 1    | 172    | 1,59%  | —    | —     | —      | —    | —     | —     | —    | —     | —     | —     |
| Sudeste       | 5.029   | 53,27% | 1    | 4.207   | 44,56% | —    | 205    | 2,17%  | —    | —     | —      | —    | —     | —     | —    | —     | —     | —     |
| Sur           | 19.970  | 52,24% | 3    | 16.498  | 43,16% | 2    | —      | —      | —    | 1.329 | 3,48%  | —    | —     | —     | —    | 427   | 1,12% | —     |
| Total         | 154.705 | 54,59% | 27   | 105.109 | 37,09% | 13   | 11.586 | 4,09%  | —    | 7.653 | 2,70%  | —    | 3.016 | 1,06% | —    | 1.306 | 0,46% | —     |

### Resultados por circunscripción
|  | 43.54 % |

|  | 28.48 % |

|  | 26.39 % |

|  | 1.59 % |

|  | 100.00 % |

|  | 72.62 % |

|  | 51.02 % |

|  | 35.08 % |

|  | 13.91 % |

|  | 100.00 % |

|  | 67.46 % |

|  | 57.79 % |

|  | 42.21 % |

|  | 100.00 % |

|  | 69.88 % |

|  | 49.83 % |

|  | 47.16 % |

|  | 3.01 % |

|  | 100.00 % |

|  | 79.21 % |

|  | 57.85 % |

|  | 23.09 % |

|  | 19.06 % |

|  | 100.00 % |

|  | 65.88 % |

|  | 51.48 % |

|  | 42.03 % |

|  | 6.48 % |

|  | 100.00 % |

|  | 65.88 % |

|  | 66.56 % |

|  | 19.90 % |

|  | 13.54 % |

|  | 100.00 % |

|  | 69.19 % |

|  | 64.33 % |

|  | 35.67 % |

|  | 100.00 % |

|  | 70.45 % |

|  | 87.30 % |

|  | 12.70 % |

|  | 100.00 % |

|  | 63.07 % |

|  | 83.06 % |

|  | 15.12 % |

|  | 1.12 % |

|  | 0.70 % |

|  | 100.00 % |

|  | 79.02 % |

|  | 67.64 % |

|  | 26.15 % |

|  | 4.48 % |

|  | 1.73 % |

|  | 100.00 % |

|  | 74.29 % |

|  | 87.29 % |

|  | 12.71 % |

|  | 100.00 % |

|  | 74.01 % |

|  | 85.41 % |

|  | 14.59 % |

|  | 100.00 % |

|  | 57.37 % |

|  | 82.17 % |

|  | 17.83 % |

|  | 100.00 % |

|  | 70.51 % |

|  | 76.06 % |

|  | 23.94 % |

|  | 100.00 % |

|  | 78.71 % |

|  | 62.24 % |

|  | 36.37 % |

|  | 1.08 % |

|  | 0.31 % |

|  | 100.00 % |

|  | 76.43 % |

|  | 73.40 % |

|  | 26.60 % |

|  | 100.00 % |

|  | 72.41 % |

|  | 60.09 % |

|  | 39.91 % |

|  | 100.00 % |

|  | 83.04 % |

|  | 59.87 % |

|  | 40.13 % |

|  | 100.00 % |

|  | 80.16 % |

|  | 53.27 % |

|  | 44.56 % |

|  | 2.17 % |

|  | 100.00 % |

|  | 84.08 % |

|  | 71.56 % |

|  | 28.44 % |

|  | 100.00 % |

|  | 75.13 % |

|  | 51.40 % |

|  | 47.42 % |

|  | 1.18 % |

|  | 100.00 % |

|  | 77.31 % |

|  | 62.05 % |

|  | 37.95 % |

|  | 100.00 % |

|  | 84.32 % |

|  | 68.72 % |

|  | 31.28 % |

|  | 100.00 % |

|  | 77.67 % |

|  | 55.15 % |

|  | 44.85 % |

|  | 100.00 % |

|  | 78.33 % |

|  | 49.29 % |

|  | 44.37 % |

|  | 5.23 % |

|  | 1.11 % |

|  | 100.00 % |

|  | 79.07 % |

|  | 64.08 % |

|  | 31.73 % |

|  | 4.19 % |

|  | 100.00 % |

|  | 83.65 % |

|  | 54.95 % |

|  | 36.78 % |

|  | 8.27 % |

|  | 100.00 % |

|  | 81.69 % |

|  | 53.37 % |

|  | 43.73 % |

|  | 2.90 % |

|  | 100.00 % |

|  | 81.65 % |

|  | 71.24 % |

|  | 28.76 % |

|  | 100.00 % |

|  | 83.88 % |

|  | 59.44 % |

|  | 40.56 % |

|  | 100.00 % |

|  | 77.92 % |

|  | 53.69 % |

|  | 46.31 % |

|  | 100.00 % |

|  | 72.87 % |

|  | 39.53 % |

|  | 33.55 % |

|  | 26.92 % |

|  | 100.00 % |

|  | 75.85 % |

|  | 38.56 % |

|  | 34.47 % |

|  | 26.98 % |

|  | 100.00 % |

|  | 74.47 % |

|  | 58.42 % |

|  | 39.99 % |

|  | 1.59 % |

|  | 100.00 % |

|  | 84.80 % |

|  | 71.91 % |

|  | 28.09 % |

|  | 100.00 % |

|  | 78.57 % |

|  | 70.05 % |

|  | 28.37 % |

|  | 1.58 % |

|  | 100.00 % |

|  | 78.25 % |

|  | 68.74 % |

|  | 30.74 % |

|  | 0.53 % |

|  | 100.00 % |

|  | 77.99 % |

|  | 60.44 % |

|  | 38.48 % |

|  | 1.07 % |

|  | 100.00 % |

|  | 78.01 % |

|  | 56.24 % |

|  | 38.57 % |

|  | 3.91 % |

|  | 0.72 % |

|  | 0.56 % |

|  | 100.00 % |

|  | 81.11 % |

1. 1 2  En la circunscripción de Thamaga la votación se pospuso debido a la muerte de Peter Mmusi, candidato del BDP, días antes de la elección. La elección parcial tuvo lugar el 26 de noviembre.